# Sargar de la Roca
Sargar de la Roca és una antiga bassa de decantació d'una gravera adjacent que es troba a la Roca del Vallès, a la comarca del Vallès Oriental. Aquesta zona humida ha assolit un grau de naturalització molt important i és una de les més importants del Vallès Oriental. El Sargar té una superfície de 4,89 ha.
El nivell de l'aigua varia bastant, però sempre resta una zona inundada, essent la resta fangar. El més destacat de la vegetació de l'espai és el bosc de ribera. Els salzes i àlbers cobreixen gran part de l'interior de la llacuna. A més s'hi troba una comunitat multiespecífica d'helòfits dominats per la boga amb presència de jonc, canyís i, fins i tot, lliri groc.
Si es fa referència als hàbitats d'interès comunitari, es troben a l'espai les ja nomenades alberedes i salzedes i herbassars higròfils de marges i vorades. A més, el fet de localitzar-se al costat del riu Mogent permet que a l'espai s'hi trobin també vores llotoses colonitzades per herbassars nitròfils del Chenopodion rubri (p.p.) i del Bidention (p.p.) i gespes nitròfiles del Paspalo-Agrostidion orlades d'àlbers i salzes.
Pel que fa a la fauna, la multitud de punts on refugiar-se i la disponibilitat d'aliment a causa de la bona coberta arbrada possibilita una comunitat faunística d'odonats i amfibis sense comparació a la comarca. A més, la presència d'un bogar poc dens que no satura la llacuna permet també la presència d'aus aquàtiques.
Diverses iniciatives dels anys 1980 i 1990 van aconseguir mantenir allunyada la ciutadania de l'interior del sargar, ja que per aquells temps es tractava d'un espai força utilitzat com a àrea de lleure. Es va construir un tal·lus perimetral que fou recobert amb vegetació i es va tornar a omplir el sargar d'aigua, recuperant l'antiga entrada des de la gravera.
Pel que fa als factors que afecten negativament l'espai cal mencionar la presència de gambússia a la llacuna.